# Finale Europacup II 1982
De finale van de Europacup II van het seizoen 1981/82 werd gehouden op 12 mei 1982 in Camp Nou in Barcelona. De Catalaanse club FC Barcelona nam het in eigen stadion op tegen Standard Luik, dat voor het eerst een Europese finale speelde. Barcelona won met 2-1.

### Wedstrijd
|             |                        |       |                  |                                                                                             |
| 12 mei 1982 | FC Barcelona           | 2 – 1 | Standard Luik    | Camp Nou, Barcelona Toeschouwers: 80.000 Scheidsrechter: Walter Eschweiler (West-Duitsland) |
| 12 mei 1982 | Simonsen 44' Quini 63' |       | 7' Vandersmissen | Camp Nou, Barcelona Toeschouwers: 80.000 Scheidsrechter: Walter Eschweiler (West-Duitsland) |

| Barcelona | Standard |

| FC Barcelona: |    |                     |
|               |    |                     |
| GK            | 1  | Urruti              |
| RB            | 2  | Gerardo             |
| CB            | 3  | Migueli             |
| CB            | 6  | José Ramón Alexanko |
| LB            | 4  | Manolo              |
| CM            | 8  | Josep Moratalla     |
| CM            | 5  | José Sánchez        |
| CM            | 11 | Esteban             |
| FW            | 10 | Allan Simonsen      |
| FW            | 9  | Quini               |
| FW            | 7  | Francisco Carrasco  |
| Coach:        |    |                     |
| Udo Lattek    |    |                     |

| Standard Luik:   |    |                    |     |
|                  |    |                    |     |
| GK               | 1  | Michel Preud'homme |     |
| RB               | 2  | Eric Gerets        |     |
| CB               | 4  | Theo Poel          |     |
| CB               | 5  | Walter Meeuws      | 90' |
| LB               | 3  | Gerard Plessers    |     |
| CM               | 6  | Guy Vandersmissen  |     |
| CM               | 8  | Jos Daerden        |     |
| CM               | 9  | Arie Haan          |     |
| RW               | 7  | Simon Tahamata     |     |
| CF               | 10 | Benny Wendt        |     |
| LW               | 11 | René Botteron      |     |
| Coach:           |    |                    |     |
| Raymond Goethals |    |                    |     |

1960/61 · 1961/62 · 1962/63 · 1963/64 · 1964/65 · 1965/66 · 1966/67 · 1967/68 · 1968/69 · 1969/70 · 1970/71 · 1971/72 · 1972/73 · 1973/74 · 1974/75 · 1975/76 · 1976/77 · 1977/78 · 1978/79 · 1979/80 · 1980/81 · 1981/82 · 1982/83 · 1983/84 · 1984/85 · 1985/86 · 1986/87 · 1987/88 · 1988/89 · 1989/90 · 1990/91 · 1991/92 · 1992/93 · 1993/94 · 1994/95 · 1995/96 · 1996/97 · 1997/98 · 1998/99